# 栗駒賞
栗駒賞（くりこましょう）は岩手県競馬組合が施行する地方競馬の重賞競走である。正式名称は「AKT秋田テレビ杯 栗駒賞」。競走名は宮城県・秋田県・岩手県の3県に跨る山「栗駒山」から。

## 概要
1989年に水沢競馬場のダート1600mのアングロアラブ系5歳（現4歳）以上の岩手所属馬限定の特別競走「栗駒賞」として創設。創設当初は5月に開催され、1991年度からは施行時期が12月～1月に変更された。
2000年からはサラブレッド系の古馬の重賞競走に格上げされ、それを期にIBC岩手放送から優勝杯の提供を受け、名称が「IBC杯 栗駒賞」に変更された。また、この年から施行距離がダート1400mに、施行時期が7月に変更、並びに盛岡競馬場で行われるダートグレード競走「クラスターカップ」へのトライアル競走に指定され、1着馬にクラスターカップへの優先出走権が与えられた。なお、この年は東北地区交流競走として施行され、2001年では東日本地区交流競走、2002年からは東日本・九州地区交流競走、2005年からは地方競馬全国交流競走として施行された。
重賞競走として施行された2000年 - 2006年では、本競走へのトライアル競走・水沢競馬場のダート1400mのサラブレッド系3歳以上の岩手所属馬限定のオープン特別競走「姫神賞」が行われ、上位2着までに本競走への優先出走権が与えられた。
2007年からはオープン特別競走に格下げとなり、施行距離がダート1600mに、施行時期が4月に変更、更にシアンモア記念へのトライアル競走に指定され、上位2着までにシアンモア記念への優先出走権が与えられた。それに伴い、クラスターカップへのトライアル競走から除外され、クラスターカップへのトライアル競走は岩鷲賞に引き継がれた。また、IBC岩手放送の優勝杯の提供が青藍賞に移る。
2009年から施行距離がダート1400mに、施行時期が11月に変更されたことに伴い、シアンモア記念へのトライアル競走から除外され、シアンモア記念へのトライアル競走は毎年4月中旬に施行されるオープン特別競走「赤松杯」に引き継がれた。2010年から秋田テレビから優勝杯の提供を受け、競走名が「AKT秋田テレビ杯 栗駒賞」となる。2012年にはサラブレッド系の重賞競走に格上げされた。
2016年に岩手競馬で重賞格付け制度が開始され、M3に格付けされた。また同年施行時期が7月に戻り、岩鷲賞のトライアル競走となった。
レース名は2020年に「水沢信用金庫杯 栗駒賞」となるが、翌2021年「AKT秋田テレビ杯 栗駒賞」に戻されている。2022年に岩鷲賞のトライアルではなくなった。

### 条件・賞金等（2025年）
出走条件
サラブレッド系3歳以上、岩手所属。
負担重量
別定で、4歳以上A級57kg、同B1以下56kg、3歳55kg、牝馬2kg減（全馬がA級時は56kg、牝馬2kg減）。
賞金等
賞金額は1着350万円、2着122万5000円、3着70万円、4着45万5000円、5着24万5000円、着外手当は3万5000円。
副賞
秋田テレビ社賞、開催執務委員長賞。

### スタリオンシリーズ
2012年、2013年はスタリオンシリーズに指定されていた。対象種牡馬は、2012年がスターリングローズ、2013年はサムライハート。

## 歴史
- 1989年 - 水沢競馬場のダート1600mのアングロアラブ系5歳（現4歳）以上の岩手所属馬限定[註 2]の特別競走「栗駒賞」として創設。
- 1992年 - 施行時期を12月～1月に変更。
- 2000年
  - 重賞競走に格上げ。
  - IBC岩手放送から優勝杯の提供を受け、名称を「IBC杯 栗駒賞」に変更。
  - 施行距離をダート1400mに変更。
  - 施行時期を7月に変更。
  - 東北地区交流競走として施行され、出走条件を「サラブレッド系4歳（現3歳）以上の岩手・上山・新潟所属馬」に変更。
  - クラスターカップへのトライアル競走に指定、1着馬のみ、クラスターカップへの優先出走権が付与される様になる。
- 2001年 - 馬齢表示の国際基準への変更及び当年のみ東日本地区交流競走として施行。それらに伴い、出走条件を「サラブレッド系4歳以上の岩手・上山・新潟所属馬」から「サラブレッド系3歳以上の北海道・岩手・上山・新潟・北関東・南関東所属馬」に変更。
- 2002年 - この年から東日本・九州地区交流競走として施行、出走条件を「サラブレッド系3歳以上の北海道・岩手・上山・北関東・南関東・九州所属馬」に変更。
- 2005年 - この年から地方競馬全国交流競走として施行され、出走条件を「サラブレッド系3歳以上の地方所属馬」に変更。
- 2006年 - 岩手のオリエントボスが当時のコースレコード1:25.3で優勝。
- 2007年
  - オープン特別競走に格下げ。
  - IBC岩手放送の優勝杯の提供が青藍賞に移ったため、名称を「栗駒賞」に戻す。
  - 施行距離をダート1600mに変更。
  - 施行時期を4月に変更。
  - シアンモア記念へのトライアル競走に指定、上位2着までにシアンモア記念への優先出走権が付与される様になる。
  - クラスターカップへのトライアル競走から除外。
  - 出走条件を「サラブレッド系3歳以上の地方所属馬」から「サラブレッド系4歳以上の岩手所属馬」に変更。
- 2009年
  - 施行距離をダート1400mに変更。
  - 施行時期を11月に変更。それに伴い、シアンモア記念へのトライアル競走から除外。
  - 出走条件を「サラブレッド系4歳以上の岩手所属馬」から「サラブレッド系3歳以上の岩手所属馬」に変更。
- 2010年 - 秋田テレビから優勝杯の提供を受け、名称を「AKT秋田テレビ杯 栗駒賞」に変更。
- 2012年
  - 重賞競走に格上げ。
  - スタリオンシリーズ競走に指定。
- 2014年
  - JBCスプリントチャレンジ競走として施行場・距離を盛岡競馬場ダート1200mで実施[3]。
  - スタリオンシリーズ競走から外れる。
- 2015年 - 施行場・距離を水沢競馬場ダート1400mに変更。
- 2016年 - 岩手競馬で重賞格付け制度が開始され、M3に格付けされる。また、施行時期が7月に戻り岩鷲賞のトライアルとなる。
- 2020年 - 名称を「水沢信用金庫杯 栗駒賞」に変更
- 2021年
  - 施行場を盛岡競馬場に変更
  - 名称が「AKT秋田テレビ杯 栗駒賞」に戻される。
- 2022年 - 施行場を水沢競馬場に変更。また、岩鷲賞のトライアルではなくなる。

### 歴代優勝馬
| 回数   | 施行日         | コース | 距離    | 優勝馬             | 性齢 | 所属 | タイム | 優勝騎手 | 管理調教師 | 馬主       |
| ------ | -------------- | ------ | ------- | ------------------ | ---- | ---- | ------ | -------- | ---------- | ---------- |
| 第12回 | 2000年7月16日  | 水沢   | ダ1400m | セカンドゲス       | 牡6  | 新潟 | 1:28.5 | 酒井忍   | 河内義昭   | 前田晋二   |
| 第13回 | 2001年7月8日   | 水沢   | ダ1400m | バンチャンプ       | 牡8  | 盛岡 | 1:27.8 | 菅原勲   | 平澤芳三   | 佐々木誠吾 |
| 第14回 | 2002年7月7日   | 水沢   | ダ1400m | トーヨーリンカーン | 牡4  | 盛岡 | 1:27.4 | 菅原勲   | 小西重征   | 藤田利勝   |
| 第15回 | 2003年7月6日   | 水沢   | ダ1400m | ハタノアドニス     | 牡7  | 大井 | 1:26.5 | 内田博幸 | 高橋三郎   | 畑末廣郎   |
| 第16回 | 2004年7月11日  | 水沢   | ダ1400m | タイキシェンロン   | 牡6  | 水沢 | 1:26.4 | 菅原勲   | 佐々木由則 | 甲斐利元   |
| 第17回 | 2005年7月3日   | 水沢   | ダ1400m | マンボツイスト     | 牡10 | 水沢 | 1:26.2 | 村松学   | 伊藤和     | 吉田照哉   |
| 第18回 | 2006年7月2日   | 水沢   | ダ1400m | オリエントボス     | 牡4  | 水沢 | 1:25.3 | 関本浩司 | 佐藤雅彦   | 佐々木直温 |
| 第24回 | 2012年11月24日 | 水沢   | ダ1400m | コパノマユチャン   | 牝6  | 盛岡 | 1:25.9 | 南郷家全 | 櫻田勝男   | 小林祥晃   |
| 第25回 | 2013年11月23日 | 水沢   | ダ1400m | ドリームクラフト   | 牡7  | 盛岡 | 1:25.8 | 陶文峰   | 平澤芳三   | 松田敬一   |
| 第26回 | 2014年9月27日  | 盛岡   | ダ1200m | ランドオウジ       | 牡8  | 水沢 | 1:12.1 | 村上忍   | 千葉幸喜   | 高山直樹   |
| 第27回 | 2015年11月22日 | 水沢   | ダ1400m | スフィンクス       | 牝6  | 水沢 | 1:28.1 | 坂口裕一 | 佐藤雅彦   | 佐々木雄二 |
| 第28回 | 2016年7月3日   | 水沢   | ダ1400m | ラブバレット       | 牡5  | 水沢 | 1:27.4 | 山本聡哉 | 菅原勲     | 内山一郎   |
| 第29回 | 2017年7月2日   | 水沢   | ダ1400m | ラブバレット       | 牡6  | 水沢 | 1:29.1 | 山本聡哉 | 菅原勲     | 内山一郎   |
| 第30回 | 2018年7月1日   | 水沢   | ダ1400m | ラブバレット       | 牡7  | 水沢 | 1:28.0 | 山本聡哉 | 菅原勲     | 内山一郎   |
| 第31回 | 2019年6月30日  | 水沢   | ダ1400m | ラブバレット       | 牡8  | 水沢 | 1:24.6 | 山本聡哉 | 菅原勲     | 内山一郎   |
| 第32回 | 2020年7月5日   | 水沢   | ダ1400m | プレシャスエース   | 牡7  | 盛岡 | 1:26.2 | 山本聡哉 | 櫻田康二   | 鈴木芳夫   |
| 第33回 | 2021年7月4日   | 盛岡   | ダ1400m | タイセイブラスト   | 牡8  | 水沢 | 1:28.2 | 高松亮   | 佐藤雅彦   | 田中成奉   |
| 第34回 | 2022年4月24日  | 水沢   | ダ1400m | ロックスピリット   | 牡6  | 水沢 | 1:28.6 | 山本聡哉 | 板垣吉則   | 伊藤とみ枝 |
| 第35回 | 2023年4月23日  | 水沢   | ダ1400m | ゴールデンヒーラー | 牝5  | 水沢 | 1:28.3 | 山本聡哉 | 佐藤祐司   | 平賀敏男   |
| 第36回 | 2024年4月28日  | 水沢   | ダ1400m | ゴールデンヒーラー | 牝6  | 水沢 | 1:28.1 | 山本聡哉 | 佐藤祐司   | 平賀敏男   |
| 第37回 | 2025年4月27日  | 水沢   | ダ1400m | スプラウティング   | セ6  | 水沢 | 1:27.3 | 塚本涼人 | 酒井仁     | 鈴木雅     |

- 重賞競走として施行された年のみ記載。
- 馬齢は2000年については旧表記を用いる。

#### 各回競走結果の出典
- 栗駒賞 歴代優勝馬 - 地方競馬全国協会
- JBISサーチ
  - 2000年、2001年、2002年、2003年、2004年、2005年、2006年、2012年、2013年、2014年、2015年、2016年、2017年、2018年、2019年、2020年、2021年、2022年、2023年、2024年、2025年